# Șapte coline ale Romei

Harta schematică a celor șapte coline ale Romei

Cele Șapte coline ale Romei (latină: Septem montes Romae, greaca veche: ἄστυ ἑπτάλοφον) sunt șapte dealuri situate la est de râul Tibru, în zona capitalei italiene de astăzi, Roma. 
Ele au un rol deosebit de important în mitologia, religia și politica Romei antice. Prin tradiție, orașul a fost fondat de Romulus pe dealul Palatin (Mons Palatinus).
Iată lista celor șapte coline:
- Aventin (Mons Aventinus), în italiană Aventino.
- Palatin (Mons Palatinus), în italiană Palatino. Pantele sale occidentale poartă numele Germalo (Cermalus)
- Quirinal (Collis Quirinalis), în italiană colle Quirinale. Cuprinde și înălțimile secundare ale Collis Latiaris, Collis Mucialis și Collis Salutaris.
- Viminal (Collis Viminalis), în italiană colle Viminale.
- Caelius (Mons Caelius), în italiană Celio. Panta sa orientală purta denumirea de (Caeliolus), în italiană Celiolo.
- Esquillin (Mons Esquilinus), în italiană Esquilino. Sunt cunoscute ramificațiile sale (Oppius), (Cispius) și (Fagutal), în italiană Oppio, Cispio și Fagutale.
- Capitoliu (Mons Capitolinus), în italiană colle Campidoglio. O șa (Asylum) desparte coama nordică (Arx) de cea sudică (colina Capitolium propriu-zisă).

A mai existat o colină separată, care nu este cuprinsă în lista celor șapte coline (colle Velia), netezită în secolul al XX-lea, pentru deschiderea drumului spre Forul Imperial.
A mai existat un lanț de dealuri care lega pantele Capitoliului cu cele ale Quirinalului, escavat în secolul al II-lea, pentru a se putea construi complexul ce cuprinde Forul lui Traian. Dealul ce apare în inscripția de pe Columna lui Traian, cu o înălțime considerabilă, este interpretat ca fiind acest deal dispărut.